# جون لولور
جون لولور (بالإنجليزية: John Lawlor)‏ (25 يناير 1864 في جمهورية أيرلندا - 29 يناير 1908) هو لاعب كريكت أسترالي. لعب مع فريق فكتوريا للكريكت.

## وصلات خارجية
- جون لولور على موقع إي آس بي آن كريك إنفو (الإنجليزية)